# Dioscorea bicolor
Dioscorea bicolor är en enhjärtbladig växtart som beskrevs av David Prain och Isaac Henry Burkill. Dioscorea bicolor ingår i släktet Dioscorea och familjen Dioscoreaceae. Inga underarter finns listade i Catalogue of Life.